# Рогообманка
Рогообманка, рогова обманка — синонім назви серії горнблендів у підгрупі Са-амфіболів надгрупи амфіболів — мінералів, гідросилікатів кальцію, магнію та заліза. Бідні на SiO2 амфіболи.

## Загальний опис
Хімічна формула: (Na, K)Ca(Mg, Fe2+, Fe3+, Al)5[(OH, F)2|(Si, Al)2Si6O22].
Характеризуються значним вмістом Al2O3 і Na2O, а інколи Fe2O3 та FeO.
Форми виділення: призматичні кристали з гексагональним перерізом. Мінерал може бути волокнистим, тонкозернистим або стовпчастим.
Сингонія моноклінна.
Густина 3,1-3,5.
Твердість 5,5-5,6 (до 7,25).
Колір зелений, бурий, чорний. При малому вмісті заліза — безбарвний.
Рогова обманка поширена переважно у вивержених породах, але може бути також у середньозернистих метаморфічних породах як продукт зміни піроксену. Важливий породоутворювальний мінерал інтрузивних вивержених порід середньої основності й метаморфічних порід (амфіболітів, амфіболітових сланців, ґнейсів). Міститься у породах всього світу.
Названий за зовнішньою схожістю з рогом — від давньонімецького «Horn» — ріг, «Blende» — обманка (A.G.Werner, 1789).
Світня, світня оксамитова, світня рогова — староукраїнські назви мінералів відповідно обманки, обманки оксамитової, рогової обманки.

## Склад серії
До складу серії входять:
- Магно-горнбленд
- Магно-фери-горнбленд
- Магно-фери-флюоро-горнбленд
- Магно-флюоро-горнбленд
- Феро-горнбленд (рогова обманка окиснена, рогова обманка базальтична, рогова обманка синтагматитова);
- Феро-фери-горнбленд (рогова обманка звичайна)

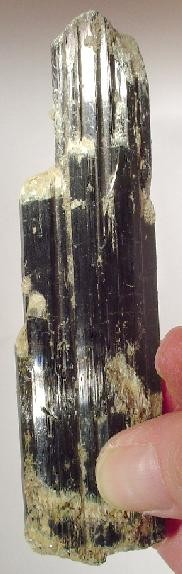